# Keller-Quartett (Budapest)
Das Keller-Quartett (ungarisch: Keller Vonósnégyes) ist ein ungarisches Streichquartett, das 1987 an der Franz-Liszt-Musikakademie in Budapest gegründet wurde.  
Zum Repertoire des Keller-Quartetts gehören die Streichquartette und verwandte Stücke der Komponisten von der Klassik bis zur Moderne: Joseph Haydn, Wolfgang Amadeus Mozart, Ludwig van Beethoven, Franz Schubert, Antonín Dvořák, Pjotr Tschaikowski, Claude Debussy, Maurice Ravel, Dmitri Schostakowitsch, Béla Bartók, George Enescu, György Ligeti, Alfred Schnittke, Alexander Knaifel und György Kurtág. 
Das Quartett hat sich neben Einspielungen von Franz Schubert, Antonín Dvořák, Pjotr Tschaikowski, Béla Bartók, Claude Debussy und Alfred Schnittke besonders auch auf das Werk György Kurtágs konzentriert, der sie darüber hinaus schon seit ihrem Studium am Konservatorium als Mentor unterstützt.
Charakteristisch für das Quartett ist seine unkonventionelle Programmgestaltung. So erarbeiteten sich die Instrumentalisten zum Beispiel ein Bach-Kurtág-Programm, indem Teile aus der Die Kunst der Fuge mit Werken von György Kurtág verflochten wurden und brachten die Komposition Zwiegespräch für Streichquartett und Synthesizer von Kurtág Vater und Sohn zur Aufführung.
Die aktuelle Besetzung des Keller-Quartetts sind András Keller (1. Violine), János Pilz (2. Violine), Zoltán Gál (Viola), Judit Szabó (Violoncello). Die Instrumente des Keller-Quartetts fertigt der Bonner Geigenbauer Stefan-Peter Greiner.
Das Quartett gestaltet häufig Programme internationaler Kammermusik-Wochenenden und Kurzfestivals, zu denen es auch Partner, wie Miklós Perényi, Chen Halevi, Alexej Lubimov oder Ewa Kupiec regelmäßig einlädt. Es tritt in ganz Europa auf (London, Brüssel, Rom, Mailand, Berlin, Hamburg und Essen) und hat auch in New York City gastiert.

## Diskografie
Es liegen die Einspielungen der Streichquartette und anderer Musikstücke folgender  Komponisten vor: Johann Sebastian Bach, Ludwig van Beethoven, Franz Schubert, Antonín Dvořák, Pjotr Tschaikowski, Claude Debussy, Maurice Ravel, Dmitri Schostakowitsch, Béla Bartók, George Enescu, György Ligeti, Heinz Holliger, Alfred Schnittke, Alexander Knaifel und György Kurtág. Von der Kritik besonders hervorgehoben wurde die Gesamteinspielung der Streichquartette Bartóks.